# فوتشيي
فوكجي (Вучје) هي مدينة في يابلانيتسا في مقاطعة وسط صربيا في صربيا.